# Jordi Carbonell i de Ballester
Jordi Carbonell i de Ballester (Barcelona, 23 d'abril de 1924 - Barcelona, 22 d'agost de 2016) fou un polític i filòleg català, net de l'escultor Pere Carbonell i Huguet.

## Biografia

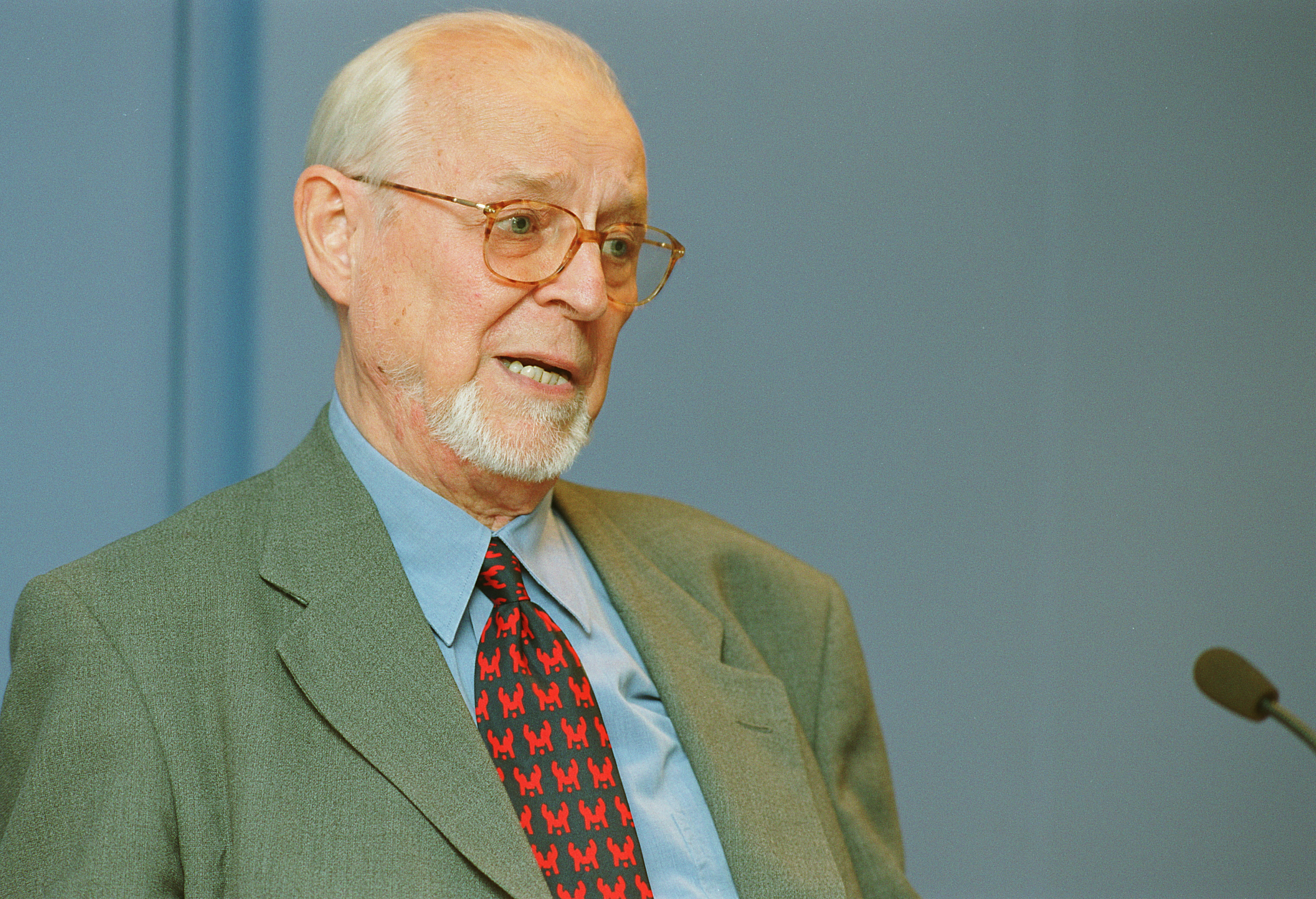
Jordi Carbonell al Museu d'Història de Catalunya, el 2001.

Jordi Carbonell passà la guerra civil espanyola entre Torrelles de Llobregat, Agramunt/Coscó i Barcelona. Llicenciat en filologia romànica per la Universitat de Barcelona, assistí a les classes que Ramon Aramon i Jordi Rubió impartiren als Estudis Universitaris Catalans (EUC), on va ser professor de llengua catalana. Jordi Carbonell conegué als EUC qui seria la seva muller, Hortènsia Curell, també estudiant de filologia.
Des de 1969 Carbonell fou professor a la Universitat Autònoma de Barcelona (UAB). Ingressà dues vegades a la presó; el gener de 1971, en ser processat, va exigir el dret a declarar en català pretenent denunciar la violació dels drets lingüístics. El 30 de gener del mateix any va ser destituït com a professor de la UAB per part d'una ordre del ministeri d'Educació i Ciència del govern franquista. Diversos professors de la Facultat de Filosofia i Lletres van adreçar una carta al rector Vicent Villar demanant que s'interessés per ell i que fes tot el possible pel seu alliberament. La universitat va intentar aturar la decisió governamental i, després de sortir de la presó, Carbonell va continuar impartint-hi classes de manera encoberta.
Arran de la seva situació a la UAB, es va traslladar a la Universitat de Càller (Sardenya) i va ser lector de català i castellà a la Universitat de Liverpool. Membre fundador de l'Associació de Sociolingüistes de Llengua Catalana i de la Societat Catalana d'Estudis Històrics, filial de l'Institut d'Estudis Catalans, va dirigir la Gran Enciclopèdia Catalana del 1965 al 1971. Del 1946 al 1956 va exercir com a secretari redactor de la Secció Filològica de l'Institut d'Estudis Catalans, de la qual en fou nomenat membre numerari el 1972. Fou secretari general adjunt i director de l'Oficina d'Onomàstica entre 1984 i 1989.
Va participar en iniciatives de l'oposició antifranquista, com l'Assemblea de Catalunya, i va impulsar el moviment de Nacionalistes d'Esquerra. El 1992, juntament amb altres membres de l'Entesa dels Nacionalistes d'Esquerra, va entrar a Esquerra Republicana, partit del qual en va ser president del 1996 al juliol de 2004. El 2007 Jordi Carbonell publicà un poemari titulat Hortènsia, com Hortènsia Curell, la seva muller que morí el 2005. El 2010 presentà les seves memòries Entre l'amor i la lluita.
El 1984 rebé la Creu de Sant Jordi. L'any 2001 li fou concedida la Medalla d'Or de la Generalitat de Catalunya i el 2002, la Medalla d'Honor de Barcelona. El 2014 va rebre el premi Dignitat de la Comissió de la Dignitat. El 2016 va rebre el Premi Pompeu Fabra.

## Obra publicada
- Hortènsia (poemari, 2007)
- Entre l'amor i la lluita (memòries, 2010)
- "Les paraules en l'estil de Joan Roís de Corella", dins Homenatge a Carles Riba, Barcelona, Josep Janés, 1954, pp. 140-142.
- "Sobre la correspondència literària entre Rois de Corella i el Príncep de Viana", Estudis Romànics, 1959: 5/2 : 1955-1956, pp. 127–139.
- "Joan Roís de Corella entre el viure i l'escriure", L'Ullal (La Safor [País Valencià]), 4, 1983, pp. 19–28.
- L'obra de Joan Roís de Corella / The Work of Joan  Roís de Corella, ed. Antoni Ferrando, Santa Barbara (CA, USA), University of California at Santa Barbara (Publications of eHumanista) / Institut d'Estudis Catalans / ISIC-IVITRA, 2014. Arxivat 2022-04-20 a Wayback Machine.
- Roís de Corella, Joan, Obres completes, vol. I: Obra profana, ed. Jordi Carbonell, València, Albatros (Clàssics Albatros, 1), 1973. Reed.: València, Tres i Quatre, 1983.
- Habitual ressenyaire per a Estudis Romànics.